# Saarwellingen
Saarwellingen (in francese Sarrevailingue) è un comune tedesco di 13 177 abitanti, situato nel land della Saarland.